# Sfincia di San Giuseppe

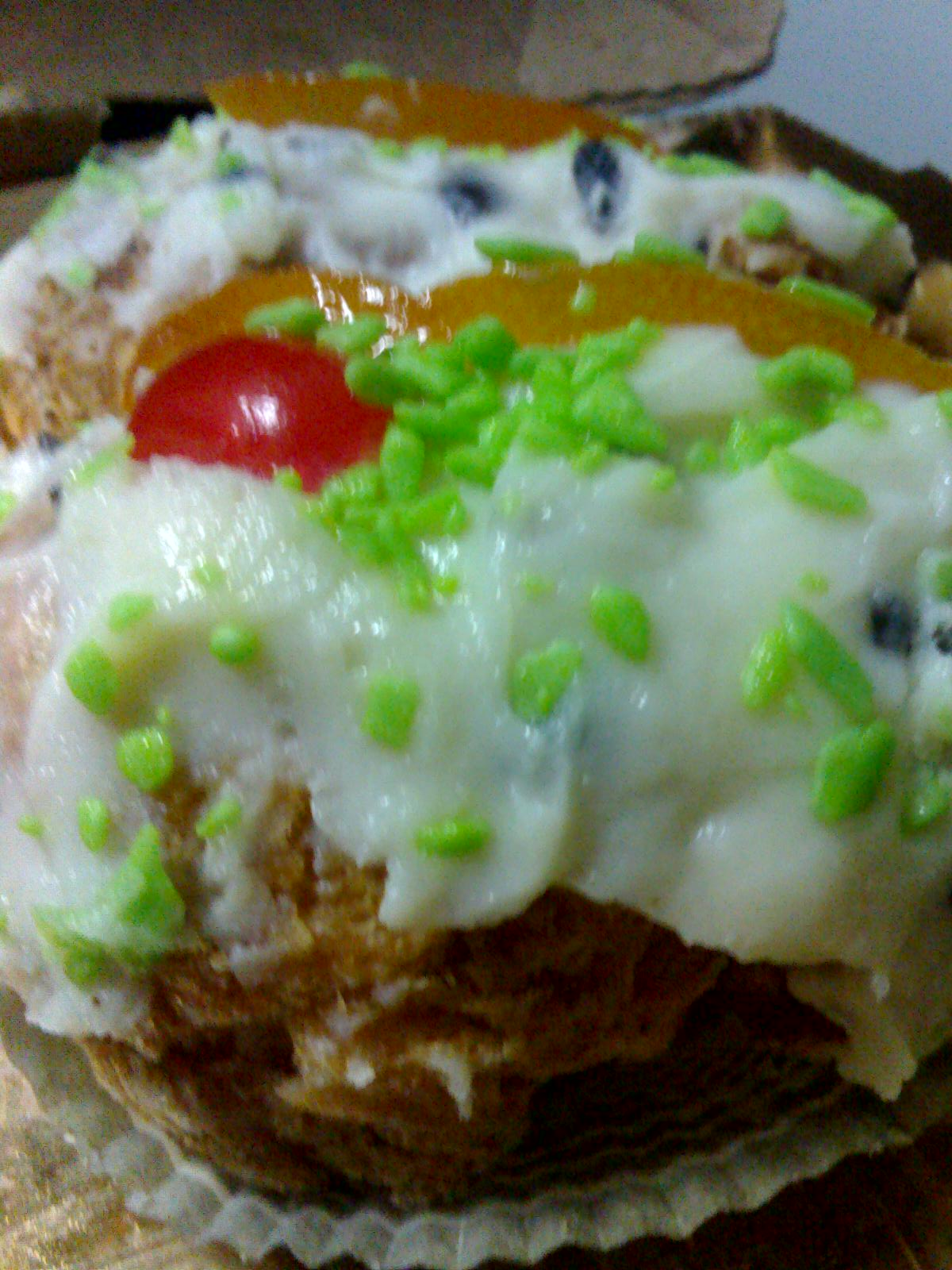
Una Sfincia di San Giuseppe

Sfincia di San Giuseppe  jest to rodzaj ciastka smażonego w głębokim oleju. Sfincia  to potrawa sycylijska spożywana głównie 19 marca - w dniu Świętego Józefa. Zawiera krem z ricotty, posypkę z orzeszków pistacjowych i kandyzowanych pomarańczy.